# Littorinoidea
Super-famille
Les Littorinoidea sont une super-famille de mollusques gastéropodes de l'ordre des Littorinimorpha. 

## Liste des familles et sous-familles
Selon World Register of Marine Species (16 octobre 2021) :
- famille Annulariidae Henderson & Bartsch, 1920
- famille Bohaispiridae Youluo, 1978 †
- famille Leviathaniidae Harzhauser & Schneider, 2014 †
- famille Littorinidae Children, 1834
- famille Pomatiidae Newton, 1891 (1828)
- famille Purpuroideidae Guzhov, 2004 †
- famille Skeneopsidae Iredale, 1915
- famille Tripartellidae Gründel, 2001 †
- famille Zerotulidae Warén & Hain, 1996

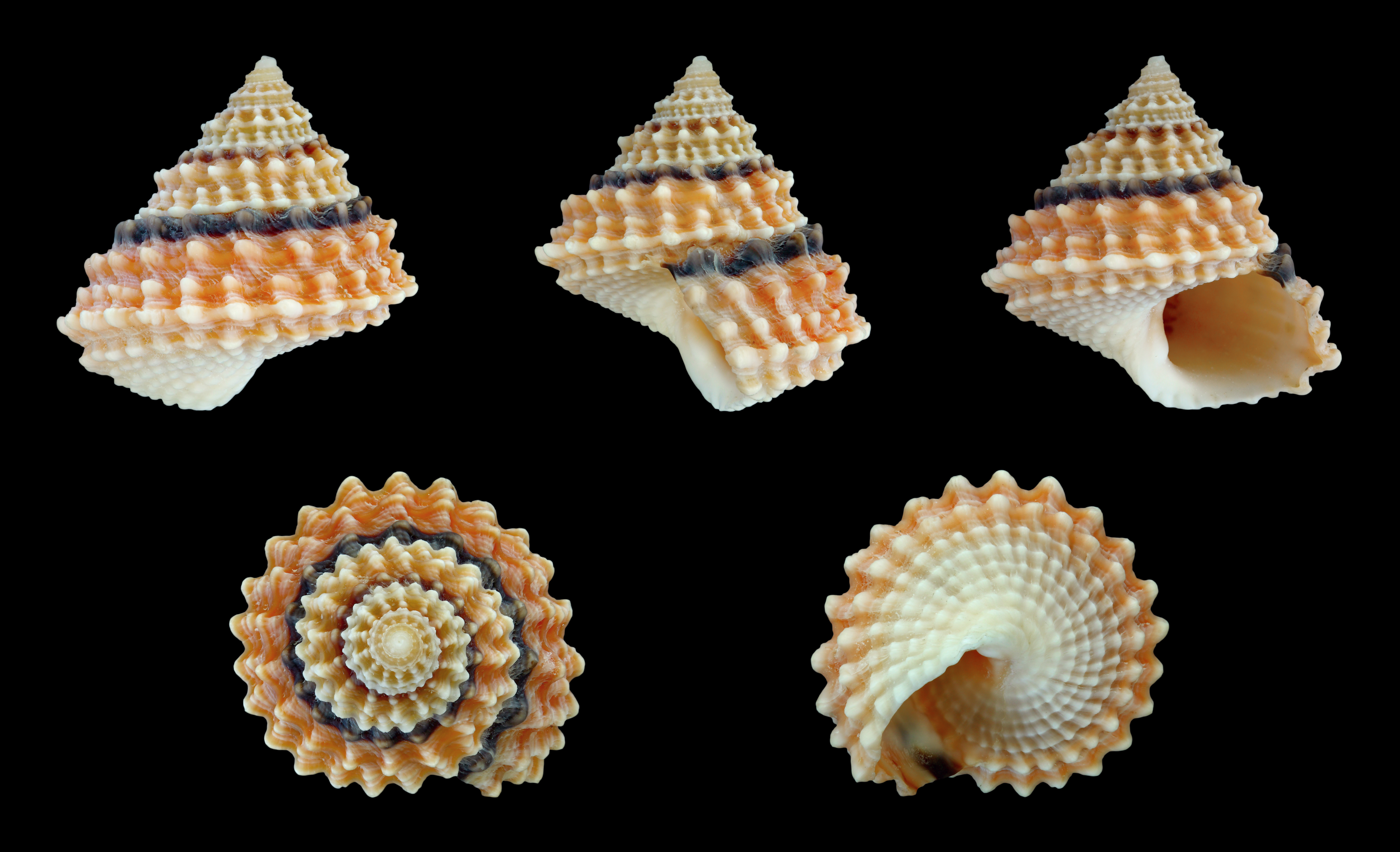
Tectarius coronatus (Littorinidae).
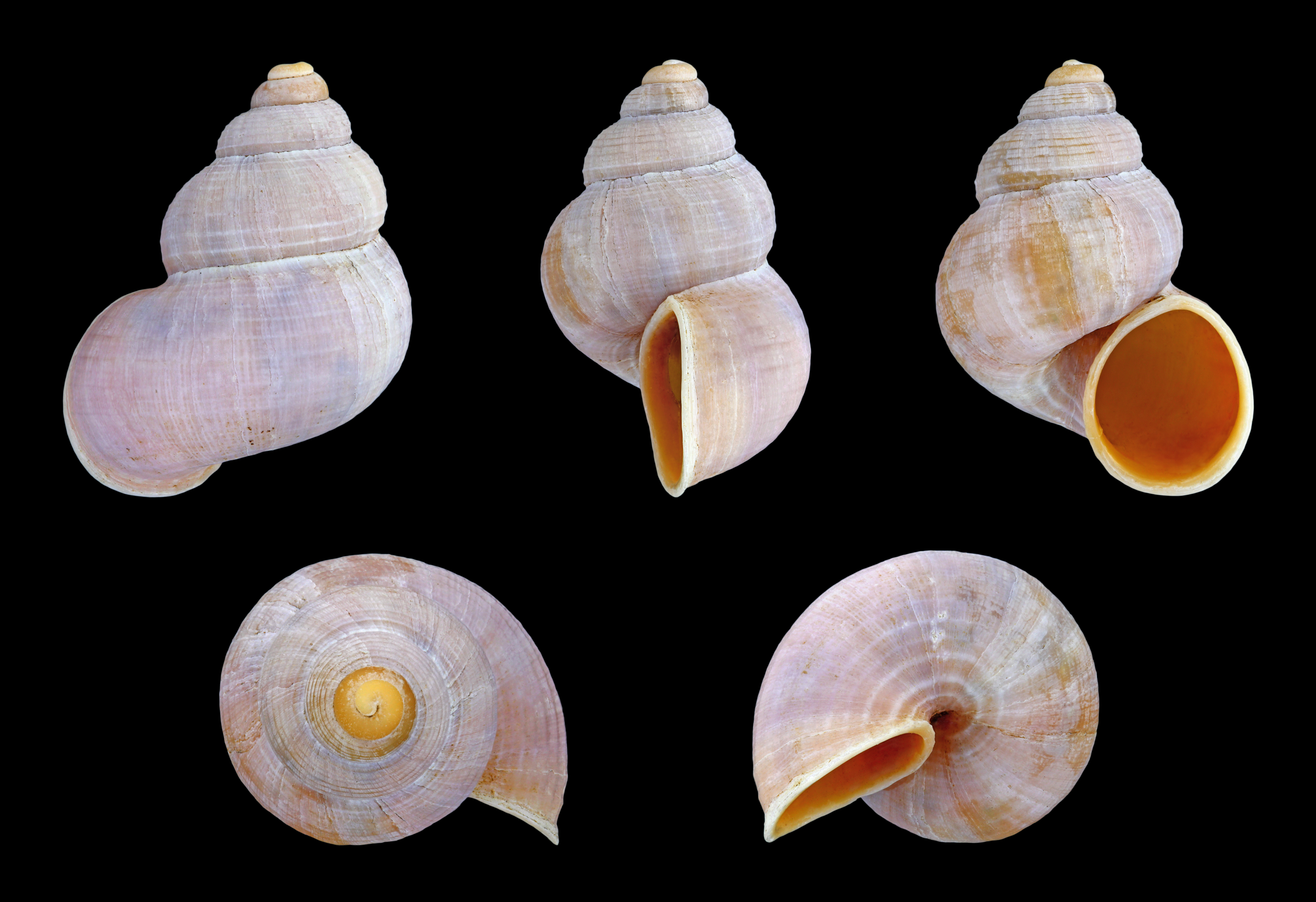
Tudorella sulcata (Pomatiidae).
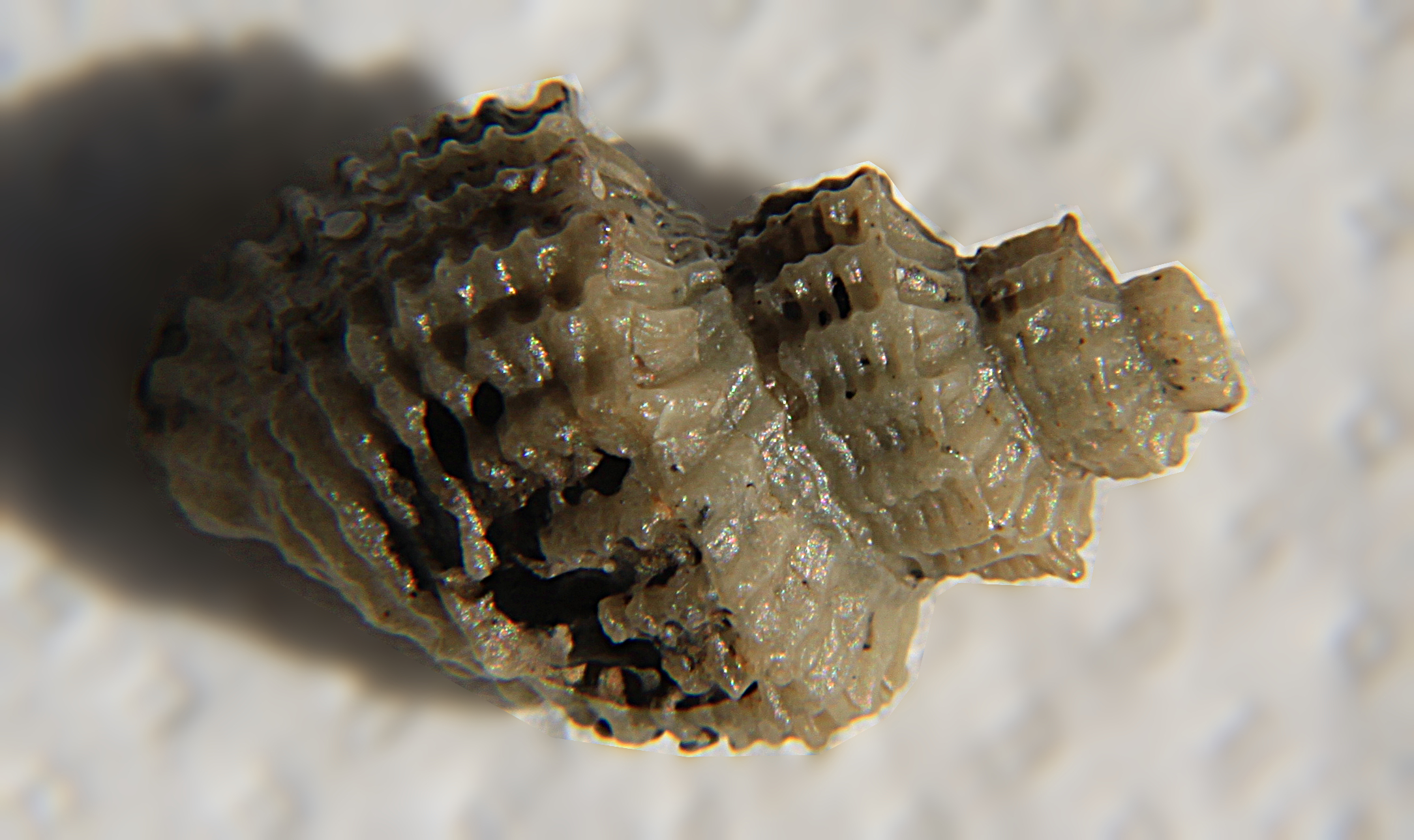
Purpurina serrata (Purpurinidae).